# NGC 26
NGC 26 ist eine Spiralgalaxie vom Hubble-Typ Sab im Sternbild Pegasus am Nordsternhimmel. Sie ist schätzungsweise 213 Millionen Lichtjahre von der Milchstraße entfernt und hat einen Durchmesser von etwa 130.000 Lichtjahren. Wahrscheinlich bildet sie gemeinsam mit NGC 23 ein gebundenes Galaxienpaar und gehört der NGC 23-Gruppe an.
Das Objekt wurde am 14. September 1865 von dem deutsch-dänischen Astronomen Heinrich Louis d’Arrest entdeckt.

## NGC 23-Gruppe
| Galaxie | Alternativname | Entfernung/Mio. Lj |
| ------- | -------------- | ------------------ |
| NGC 1   | PGC 564        | 211                |
| NGC 23  | PGC 698        | 212                |
| NGC 26  | PGC 732        | 213                |
| PGC 912 | UGC 127        | 217                |
| PGC 619 | UGC 69         | 215                |
| PGC 654 | UGC 79         | 201                |
| PGC 830 | UGC 110        | 209                |